# Royce Willis
Royce Kevin Willis (Tokoroa, 28 agosto 1975) è un ex rugbista a 15 neozelandese, seconda linea, che fu presente alla Coppa del Mondo di rugby 1999 con gli All Blacks.

## Biografia
Affetto fin dalla prima infanzia da balbuzie, che ne causò timidezza e ritardi d'apprendimento a scuola, Royce iniziò la pratica sportiva di rugby e canottaggio alle superiori, grazie ai quali riacquistò fiducia nelle proprie capacità.
Iniziò la carriera provinciale nella formazione di Bay of Plenty nel 1994 per poi passare a Waikato dopo un biennio; nel 1998 esordì in Super Rugby nelle file degli Auckland Blues e in quello stesso anno anche negli All Blacks in un test match del Tri Nations a Durban contro il Sudafrica.
Fu presente alla Coppa del Mondo di rugby 1999, nello stesso anno in cui passò alla franchise di Waikato degli Chiefs; fino al 2003 militò in Nuova Zelanda, per poi trasferirsi in Giappone ai Kobe Steelers; dopo sei anni in Top League cessò l'attività agonistica per intraprendere in patria gli studi di fisioterapia; tra le attività sociali che svolge, figura quella di portavoce dell'associazione di supporto ai balbuzienti START.